# محمد راضي جعفر
محمد راضي جعفر العليّ (1941 - 8 أغسطس 2023) شاعر عراقي. ولد في مدينة البصرة. مجاز في الآداب من كليّة التربية في جامعة بغداد عام 1963. دكتوراه في فلسفه اللغة- الدراسات الأدبية. عمل مدرّسًا في المرحلة الثانويّة، شغل العديد من المناصب خلال حياته العملية. ثمّ مديرًا للثقافة الجماهيريّة في البصرة. ثم مديرًا لتلفزيون البصرة، فمستشاراً صحفيًا ومديرًا للمركز الثقافي العراقي في تونس. عمل كذلك نائبًا لرئيس تحرير مجلّتي المورد والتراث الشعبي العراقيين ثم رئيس تحرير لمجلتي المورد والطليعة الادبية. من دواوينه الشعرية: «من الأعماق» 1960 و«نافذة على الحب الآخر» 1976 و«العصفور والنخب» 1977 و«قصائد للوطن والحب» 1986 و«أوارق مقاتل» وغيرها. شقيقه هو عبد الكريم راضي جعفر. فاز بالقلادة الذهبية في مهرجان سترويكا الشعري يوغسلافيا سنة 1989 والقلادة الذهبية في احتفال الشعر الدولي التاسع ماليزيا في 2002.

## مؤلفاته
- «من الأعماق»، 1960
- «نافذة على الحب الآخر»، 1976
- «العصفور والنخب»، 1977
- «قصائد للوطن والحب»، 1986
- «إنه الحب سيدتي»، 1982
- «أحزان النهر»، 1986
- «أحزان ابن زريق»، 1997
- «كل مابقى منا الآن»، 2004
- «أوارق مقاتل»
- «تحولات الروح»
- «نجلاء»، 2011
- «دجلة»، 2011

وله في الدراسات:
- «أقاويل عن الحداثة الشعرية»، 1996
- «الاغتراب في الشعر العراقي المعاصر»، 2002
- «الرؤى الصوفية في الشعر العربي المعاصر»، 2003.

## وفاته
توفي محمد راضي في 8 أغسطس 2023، عن عمر ناهز الثانية والثمانين.

## وصلات خارجية
- في موقع أرشيف المجلات